# Sericania laeticula
Sericania laeticula är en skalbaggsart som beskrevs av Sharp 1878. Sericania laeticula ingår i släktet Sericania och familjen Melolonthidae. Inga underarter finns listade i Catalogue of Life.